# Dražůvky
Dražůvky (en allemand : Draschuwek, précédemment Drazuwek) est une commune du district de Hodonín, dans la région de Moravie-du-Sud, en République tchèque. Sa population s'élevait à 269 habitants en 2020.

## Géographie
Dražůvky se trouve à 8 km à l'ouest-nord-ouest de Kyjov, à 22 km au nord-nord-ouest de Hodonín, à 36 km au sud-est de Brno et à 222 km au sud-est de Prague.
La commune est limitée par Ždánice au nord, par Lovčice, Věteřov et Strážovice à l'est, par Stavěšice au sud, par Želetice au sud-ouest et par Archlebov au nord-ouest.

## Histoire
La première mention écrite de la localité date de 1341.